# Biophytum turianiense
Biophytum turianiense là một loài thực vật có hoa trong họ Chua me đất. Loài này được Kabuye mô tả khoa học đầu tiên năm 1969.